# Winter Kills
Winter Kills – szósty album studyjny amerykańskiej grupy muzycznej DevilDriver wydany 27 sierpnia 2013.
Płyta została wydana nakładem Napalm Records jako debiut zespołu w tej wytwórni. Na podstawowym wydaniu albumu znajduje się 11 utworów.

## Lista utworów
1. The Oath – 5:36
2. Ruthless – 4:09
3. Desperate Times – 4:08
4. Winter Kills – 4:54
5. The Appetite – 4:46
6. Gutted – 3:28
7. Curses and Epitaphs – 5:04
8. Caring's Overkill – 4:33
9. Hunting Refrain – 4:59
10. Tripping Over Tombstones – 3:38
11. Sail (cover Awolnation) – 4:04

Utwory bonusowe
12. Shudder – 4:03
13. Back Down To The Grave – 4:44

## Twórcy
Członkowie grupy
- Bradley "Dez" Fafara – śpiew, teksty utworów
- Mike Spreitzer – gitara elektryczna
- Jeff Kendrick – gitara elektryczna
- Chris Towning – gitara basowa, gitara
- John Boecklin – perkusja

Udział innych
- Mark Lewis – producent muzyczny
- Andy Sneap – miksowanie
- Dean Karr – fotografia na okładce
- Ryan Clark – oprawa graficzna